# Aleksandr Dyachenko (cyclisme)
Pour les articles homonymes, voir Aleksandr Dyachenko.
Aleksandr Diatchenko Александр Дьяченко (né le 17 octobre 1983 à Kazakstanskaya) est un coureur cycliste kazakh. Il a notamment été champion du Kazakhstan du contre-la-montre en 2007 et champion du Kazakhstan sur route en 2013.

## Biographie
En 2009, il est recruté par l'équipe Astana. Il est septième  du Tour de Catalogne cette année-là. En 2010, 2011, et 2012, il dispute le Tour d'Italie et le Tour d'Espagne. En 2011, il est neuvième  du championnat du monde du contre-la-montre. En 2012, il est déclaré vainqueur du Tour de Turquie après le déclassement pour dopage d'Ivaïlo Gabrovski. Il est également quatrième du Tour de Langkawi et cinquième du Tour d'Autriche durant cette saison. En 2013, il est quinzième du Tour de Langkawi, quatorzième du Tour du Trentin, onzième du Tour de Suisse. En juin, il remporte le championnat du Kazakhstan sur route. Le mois suivant, il est deuxième du Tour d'Autriche. Au printemps 2014, après avoir pris la douzième place du Tour de Turquie, il chute lors du Tour de Picardie et se fracture une clavicule.

## Palmarès et classements mondiaux

### Palmarès
- 2005
  - 2e du Grand Prix Jamp
- 2007
  -  Champion du Kazakhstan du contre-la-montre
  - 4e étape du Tour de Bulgarie
  - 3e du Tour du Japon
- 2008
  - 2e du Trophée de la ville de Castelfidardo
  - 2e du Lombardia Tour
- 2009
  - 7e du Tour de Catalogne
- 2011
  - 3e du championnat du Kazakhstan du contre-la-montre
  - 9e du championnat du monde du contre-la-montre
- 2012
  - Tour de Turquie[3] :
    - Classement général
    - 3e étape
- 2013
  -  Champion du Kazakhstan sur route
  - 2e du championnat du Kazakhstan du contre-la-montre
  - 2e du Tour d'Autriche

### Résultats sur les grands tours

#### Tour d'Italie
2 participations
- 2010 : abandon (11e étape)
- 2011 : 111e
- 2012 : 119e

#### Tour d'Espagne
3 participations
- 2010 : 32e
- 2011 : 102e
- 2012 : 137e

### Classements mondiaux
| Année                  | 2005 | 2006  | 2007 | 2008 | 2009 | 2010 | 2011 | 2012 | 2013 | 2014 | 2015 |
| ---------------------- | ---- | ----- | ---- | ---- | ---- | ---- | ---- | ---- | ---- | ---- | ---- |
| Calendrier mondial UCI |      |       |      |      | 110e |      |      |      |      |      |      |
| UCI World Tour         |      |       |      |      |      |      |      | 217e | nc   | nc   | nc   |
| UCI Asia Tour          | 182e | 45e   | 28e  | 249e |      |      |      |      |      |      |      |
| UCI Europe Tour        | 525e | 1248e | 589e | 192e |      |      |      |      |      |      |      |